# Laskowec
Laskowec (bg. Лясковец) – miasto w środkowo-wschodniej Bułgarii, niedaleko Wielkiego Tyrnowa, ok. 9,7 tys. mieszkańców. Znajduje się tu Monastyr św. Piotra i Pawła.